# Cosmos: A Spacetime Odyssey
Cosmos: A Space Time Odyssey är en amerikansk TV-serie från 2014 som handlar om vetenskap. Showen är en uppföljning av TV-serien Cosmos: A Personal Voyage från 1980, som presenterades av Carl Sagan på PBS. Showen presenteras av astrofysikern Neil deGrasse Tyson, som ung gymnasist var inspirerad av Sagan. TV-seriens exekutiva producenter är Seth MacFarlane, vars finansiella investeringar möjliggjorde TV-serien att sända på TV, och Ann Druyan, Sagans änka, medförfattare och medskapare av den ursprungliga tv-serien. Showen producerades av Brannon Braga, och Alan Silvestri bidrog med TV-seriens musik.

## Rollista
- Neil deGrasse Tyson - som sig själv
- Carl Sagan - som sig själv
- Peter Emshwiller - George Tilton
- Piotr Michael - Edmund Muskie
- Seth MacFarlane - Giordano Bruno
- John Steven Rocha - Robert Bellarmine
- Paul Telfer - en arg forskare
- Michael Chochol - Jan Oort
- Kirsten Dunst - Cecilia Payne-Gaposchkin
- Cary Elwes - Edmond Halley and Robert Hooke
- Richard Gere - Clair Patterson
- Jonathan Morgan Heit - John Herschel
- Martin Jarvis - Humphry Davy
- Tom Konkle - Samuel Pepys
- Marlee Matlin - Annie Jump Cannon
- Heiko Obermoller - Hermann Einstein
- Julian Ovenden - Michael Faraday
- Nadia Rochelle Pfarr - Malala Yousafzai
- Enn Reitel - Albert Einstein
- Wesley Salter - James Clerk Maxwell
- Amanda Seyfried - Marie Tharp
- Alexander Siddig - Isaac Newton
- Patrick Stewart - William Herschel
- Oliver Vaquer - Joseph von Fraunhofer
- Julie Wittner - Sarah Faraday
- Marc Worden - Harrison Brown

## Avsnitt
| Nr | Titel                                  |               |
| -- | -------------------------------------- | ------------- |
| 1  | "Standing Up in the Milky Way"         | 9 mars 2014   |
| 2  | "Some of the Things That Molecules Do" | 16 mars 2014  |
| 3  | "When Knowledge Conquered Fear"        | 23 mars 2014  |
| 4  | "A Sky Full of Ghosts"                 | 30 mars 2014  |
| 5  | "Hiding in the Light"                  | 6 april 2014  |
| 6  | "Deeper, Deeper, Deeper Still"         | 13 april 2014 |
| 7  | "The Clean Room"                       | 20 april 2014 |
| 8  | "Sisters of the Sun"                   | 27 april 2014 |
| 9  | "The Lost Worlds of Planet Earth"      | 4 maj 2014    |
| 10 | "The Electric Boy"                     | 11 maj 2014   |
| 11 | "The Immortals"                        | 18 maj 2014   |
| 12 | "The World Set Free"                   | 1 juni 2014   |
| 13 | "Unafraid of the Dark"                 | 8 juni 2014   |